# Cornel Popa (politician)
Cornel Popa (n. 31 ianuarie 1951, Sudrigiu, România) este un politician român. A studiat la Universitatea Babeș-Bolyai din Cluj, Facultatea de Fizică iar apoi la ASE București, Masterat în Management și Relații Internaționale, absolvit în 2005. În anul 2006, Cornel Popa a absolvit cursul postuniversitar de la Colegiul Național de Apărare.
Profesor de fizică, gradul I, între 1976 și 1992 și Director General la o firmă particulară între 1992 și 2000, Cornel Popa a acumulat o bogată experiență în administrația publică, după ce a intrat în politică și a fost ales, în anul 2000, deputat de Bihor. În mandatul 2004 - 2008 a continuat să reprezinte Bihorul în Camera Deputaților iar în 2008 - 2012 a reprezentat Bihorul în Senat. Între 2012 și 2016 a fost Președinte al Consiliului Județean Bihor.
În cele 3 mandate de parlamentar, Cornel Popa a avut 85 de inițiative legislative, 19 legi promulgate, 95 de declarații politice, 120 de luări de cuvânt în plen, 119 de întrebări sau interpelări și 14 moțiuni depuse. Mandatul său de președinte al Consiliului Județean Bihor, a fost cel mai bun mandat din istoria instituției, fiind marcat de cifre precum 120 milioane euro fonduri europene atrase în județul Bihor, prin 22 de proiecte, din care, 22 milioane euro prin Programul National de Dezvoltare Locala (PNDL) și 33 milioane de euro prin Programul Operațional Regional (POR) 2007 - 2013. De asemenea, s-au reabilitat 225,48 km de drumuri județene. Aceste cifre au dus Consiliul Județean Bihor pe locul 4 în țară iar județul Bihor pe locul 1 la capitotul fonduri europene atrase în 2015.
Din septembrie 2001 până în iulie 2016, Cornel Popa a fost Președinte al filialei PNL Bihor. Preluând filiala cu un scor de 5.36% la alegerile locale din iunie 2000, a reușit să construiască o filială puternică care a înregistrat un scor de 48.37% la alegerile locale din 2012.
La alegerile parlamentare din 11 decembrie 2016, Cornel Popa a obținut un mandat de senator, candidând de pe prima poziție pe lista PNL Bihor pentru Senat.